# 貞敬王
闕（？—前703年），是古朝鲜之箕子朝鲜的君主，子姓。东史年表认为在位於前722年至前703年，諡號貞敬王（韓語：정경왕），後王位由兒子懷繼承。